# Pan-STARRS

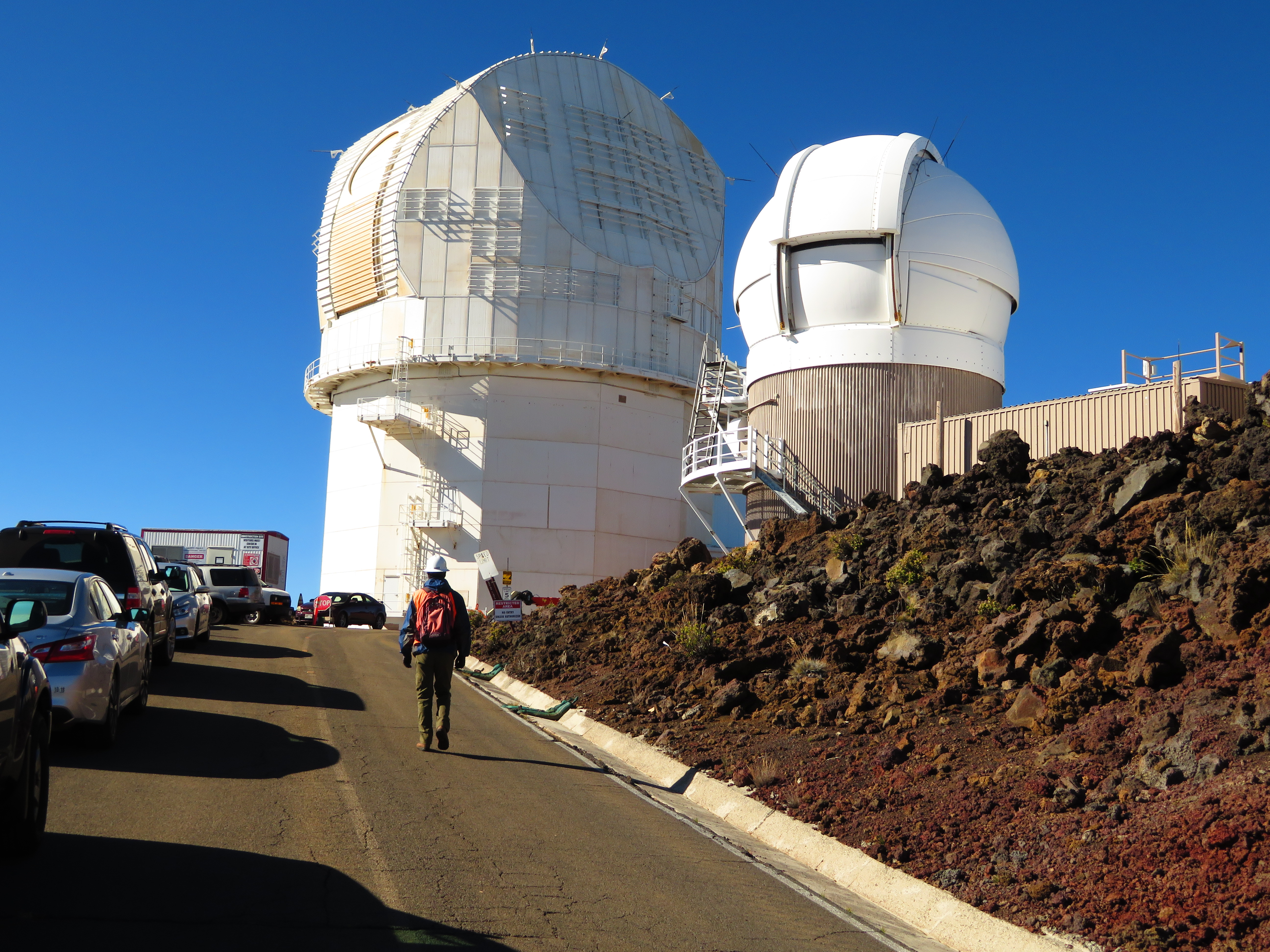
Pan-STARRS teleskop.

Pan-STARRS (Panoramic Survey Telescope and Rapid Response System) är en uppställning av astronomiska kameror och teleskop med tillhörande beräkningscentral som kontinuerligt kartlägger himlen. Instrumenten mäter positioner och ljusstyrkor hos de himlakroppar som bevakas. Uppställningen består av flera teleskop, varav det första är i drift sedan maj 2010 och det andra kom igång 2013. De första teleskopen har placerats på berget Haleakala på ön Maui i Hawaii, USA.
Projektet har upptäckt flera supernovor, asteroider och kometer. Bland kometupptäckterna är kometen C/2011 L4 (Pan-STARRS) den mest kända.